# Pilis (hegy)
A Pilis, vagy más néven Pilis-tető 756 méteres tengerszint feletti magasságával a Pilis hegység és a Dunántúli-középhegység legmagasabb hegye. Kedvelt kirándulóhely. Mészkő alkotta vonulatának keleti oldalában található a Vaskapu.

## Történelem
A térség a középkori királyok kedvelt vadászterülete volt. A hegytetőn néhány évtizede még a Magyar Néphadsereg légvédelmirakéta-bázisa működött, de azt a rendszerváltás után felszámolták. Az elhagyott bunkerek ma is megtalálhatók. A katonai bázis egészen 1996-ig üzemelt; Budapest légtérvédelmét látta el 11/2 Légvédelmi Rakétaosztály néven. A hozzá tartozó laktanya Pilisszentkereszt község felett, a Dobogókőre vezető út mellett található. A katonai bázisból már csak a betonbunkerek maradtak meg, melyekben egykoron a rakétaszállító teherautók álltak.
A hegy legmagasabb pontján állt a Földmérő Intézet által 1976-ban építtetett, 14 m magas geodéziai mérőtorony (a 75-3001 nevű síkhálózati alappont). A légvédelmi bázis bezárása után ez is lepusztult, fém részeit ellopták. A tornyot civilek állították helyre időjárásmérő állomás céljára.

## Turizmus
A hegytető a kirándulók számára többféleképpen is megközelíthető: Dobogókő felől a Zsivány-sziklák érintésével, a Két-bükkfa-nyereg felől, valamint Pilisszentkereszt, Pilisszántó és Pilisszentlélek irányából. Legálisan azonban csak akkor vált megközelíthetővé, amikor 2014-ben kijelölték a pilisszántói szerpentin tetején a zöld jelzésből kiágazó zöld háromszög turistajelzést.
A hegytetőről szép kilátás tárul a Dobogó-kőre, Pilisszentkeresztre,
Pilisszántóra, a Hosszú-hegyre, a Kis- és Nagy-Kevélyre, valamint a Budai-hegység felé.
A Pilisi Parkerdő Zrt. 2014-ben 50 millió forintos költséggel, európai uniós támogatással kilátóvá alakította a geodéziai tornyot, mely a pálos rend alapítójáról, Boldog Özsébről a Boldog Özséb-kilátó nevet kapta. A 2014. június 20-án kezdődött munkálatok során a meglévő vasbeton fal köré faszerkezetet és fából készült lépcsősort építettek. A kilátószint magassága 12,90 m, a torony teljes magassága 17,25 m, átmérője 9,20 m (a geodéziai torony korábbi 12,50 m-es magasságával és 3,50 m-es átmérőjével szemben). Az új tetőszintet – ahol egy civil szervezet kezelésében meteorológiai megfigyelő és amatőr rádióállomás működik – csak a betonmagon keresztül lehet elérni. A kilátót  október 28-án adták át.
A Pilis a siklóernyősök kedvelt repülőhelye.